# Porte de Gênes (Breil-sur-Roya)

## Historique
À la suite de la reprise de la région contre les Sarrazins, le comté de Vintimille comprenant toutes les terres de la vallée de la Roya est créé en 962. Le comte de Vintimille a remis ses châteaux à la commune de Gênes en 1140. Breil doit lui prêter serment.
Après le Xe siècle, Breil-sur-Roya a quitté la rive droite pour se développer dans une boucle de la Roya, en rive gauche, en profitant les défenses naturelles du site.  
En 1221, les villes de Breil, Saorge, La Brigue et Tende signent un pacte de défense réciproque contre des attaques de la république de Gênes. Les comtes de Vintimille vendent leurs droits sur Breil, Saorge, La Brigue et Tende au comte de Provence Charles Ier d'Anjou, en 1257-1258. Le comté de Vintimille est démembré en 1262 : la partie sud reste sous le contrôle de Gênes. En 1388, la maison de Savoie prend le contrôle du comté de Nice, dont Breil, Saorge et Sospel.
Pour se défendre, le village a été entouré par des remparts avec trois portes, les portes de Gênes, de Turin et de Nice. Seule la porte fortifiée de Gênes existe encore. Elle se trouve au sud du village, à côté de la Roya, au début des sentiers muletiers qui conduisaient vers Dolceacqua et Vintimille et la république de Gênes.
Elle se trouve près de la chapelle Saint-Antoine-l'Ermite ou chapelle Saint-Antoine-des-Oliviers.
Cette porte était fermée tous les soirs. La tradition locale raconte que les loups venaient y hurler la nuit…
En 1860, dès que le comté de Nice est redevenu français, les douanes y ont installé un poste de garde pour surveiller le trafic des contrebandiers.   
On peut apercevoir à proximité la tour de la Cruella qui servait de tour de feu pour prévenir les habitants de l'arrivée d'agresseurs. En breillois cruella signifie oiseau de proie (crivella), petit faucon de la famille des crécerelles. 
La Porte de Gênes est inscrite au titre des monuments historiques par un arrêté du 21 octobre 1986.

## Présentation
Le poste de garde est recouvert par un toit de lauzes. Le court chemin de ronde accolé à la montagne s’appuie sur la voûte de la porte.